# Monica Gravina
Monica Gravina (Roma, 5 agosto 1959) è un'attrice, doppiatrice e direttrice del doppiaggio italiana.

## Biografia
È la sorella minore del doppiatore Mauro Gravina.
Ha dato la voce a Linda Blair in L'esorcista, Lucelia Santos nella telenovela La schiava Isaura, Catherine Zeta-Jones nella miniserie televisiva del 1996 Titanic, Nana Visitor in Star Trek - Deep Space Nine, Jolene Blalock in Star Trek - Enterprise, Jeri Ryan nelle serie televisive Star Trek - Voyager, Dark Skies - Oscure presenze e Leverage - Consulenze illegali, Sherry Stringfield nel ruolo della dottoressa Susan Lewis in E.R. - Medici in prima linea, e Kelly Rowan in The O.C. nel ruolo di Kirsten Cohen. Come attrice ha lavorato al cinema e anche in radio.

## Vita privata
Si è sposata nel 1993 e ha due figli.

## Filmografia parziale

### Cinema
- Cuore di mamma, regia di Salvatore Samperi (1969)
- Il santo patrono, regia di Bitto Albertini (1972)
- Sistemo l'America e torno, regia di Nanni Loy (1974)
- L'anno dei gatti, regia di Amasi Damiani (1978)
- Don Camillo, regia di Terence Hill (1983)

### Televisione
- Rosso veneziano, regia di Marco Leto – miniserie TV (1976)
- Qui squadra mobile – serie TV, 1 episodio (1976)
- Un inverno al mare – miniserie TV (1982)

## Doppiaggio

### Cinema
- Gong Li in La storia di Qiu Ju, Addio mia concubina, Vivere!, Le tentazioni della luna
- Natja Brunckhorst in Christiane F. - Noi, i ragazzi dello zoo di Berlino, Hotel New Hampshire
- Linda Blair in L'esorcista, La casa 4
- Rae Dawn Chong in Commando, Il colore viola
- Nastassja Kinski in Hotel New Hampshire, Maladie d'amour
- Lar Park-Lincoln in La casa di Helen
- Kim Cattrall in Grosso guaio a Chinatown
- Ally Sheedy in Corto circuito
- Teri Hatcher in Momentum
- Naomi Watts in Timepiece
- Natasha Hovey in Acqua e sapone, Dèmoni
- Cheryl Ladd in Ti odio mamma!
- Kelly Rowan in Otto giorni
- Linda Fiorentino in All'improvviso, un maledetto amore
- Cynthia Stevenson in Air Buddies - Cuccioli alla riscossa
- Elizabeth Berridge in Amadeus
- CCH Pounder in Psycho IV

### Serie televisive
- Jeri Ryan in Star Trek - Voyager, Dark Skies - Oscure presenze, Leverage - Consulenze illegali
- Lisa Whelchel in L'albero delle mele
- Kelly Rowan in The O.C.
- Carol Alt in Capitol
- Pamela Adlon in Californication
- Teri Polo in Un medico tra gli orsi
- Personaggi vari in Squadra Speciale Cobra 11
- Sherry Stringfield in E.R. - Medici in prima linea
- Floriane Daniel in Last Cop - L'ultimo sbirro
- Tabatha Coffey in Tabatha mani di forbice
- Nana Visitor in Star Trek - Deep Space Nine
- Jolene Blalock in Star Trek - Enterprise
- İdil Üner e Sascha Laura Soydan in Squadra Omicidi Istanbul
- Ana Milán in Fisica o chimica
- Roya Megnot e Lisa Peluso in Quando si ama
- Jacqueline Arenal in Chica vampiro
- Michaela McManus in Law & Order - Unità vittime speciali
- Vivian El Jaber in Il mondo di Patty
- Lucélia Santos in La schiava Isaura
- Sura Berditchevsky in Marron Glacé

### Film d'animazione
- Lucy van Pelt in Preferisco Beethoven
- Violet in Sei stato eletto, Charlie Brown!, È il giorno di San Valentino, Charlie Brown!
- Pig Pen in È un mistero, Charlie Brown!
- Akemi in Maison Ikkoku Last Movie
- Madre di Buster in We're Back! - 4 dinosauri a New York
- Serena ne I piccoli eroi della foresta
- Dolly in Pilù, l'orsacchiotto con il sorriso all'ingiù
- Wonder Woman in Superman/Batman: Apocalypse

### Serie animate
- Ia mamma di Magà in Le avventure dell'Ape Magà
- Ladydevimon in Digimon Adventure
- Arakenimon in Digimon Adventure 02
- Renamon, le sue digievoluzioni e la narratrice in Digimon Tamers
- Ophanimon in Digimon Frontier
- Voce "nel prossimo episodio" in Pretty Cure e Pretty Cure Max Heart
- Julia Carpenter/Donna Ragno in Iron Man (1ª stagione)
- Donna Alman in God, the Devil and Bob
- Lana Cuordileone in I Cuordileone
- Yvonne in Tom-Tom e Nana
- Mamma Pig in Peppa Pig (st.1-8)
- Guendalina in Coniglio Scompiglio
- Atana in Inuk
- Ludovica in La principessa Sissi
- Desparaia in Yes! Pretty Cure 5
- Ginko in Super Niyandar - Il gatto mascherato
- Joan Landor in Capitan Futuro
- Rina Richardson in Little Battlers eXperience
- Minerva Orland in Fairy Tail (1^ voce)

### Programmi televisivi
- Speaker di L'almanacco del Gene Gnocco, Un minuto per vincere, Glob e Superquark

### Videogiochi
- Susan Lewis in E.R. - Medici in prima linea[2]